# STS-79
STS-79, voluit Space Transportation System-79, was een spaceshuttlemissie van de Atlantis naar het Russische ruimtestation Mir. Tijdens de missie werd het ruimtestation opnieuw bevoorraad. Tevens werd er onderzoek gedaan in de Spacehab-module.

## Bemanning
| Bevelhebber        | William Readdy 3e ruimtevlucht   | William Readdy 3e ruimtevlucht   |                               |                               |
| Piloot             | Terrence Wilcutt 2e ruimtevlucht | Terrence Wilcutt 2e ruimtevlucht |                               |                               |
| Missiespecialist 1 | Jerome Apt 4e ruimtevlucht       | Jerome Apt 4e ruimtevlucht       |                               |                               |
| Missiespecialist 2 | Thomas Akers 4e ruimtevlucht     | Thomas Akers 4e ruimtevlucht     | Thomas Akers 4e ruimtevlucht  |                               |
| Missiespecialist 3 | Carl Walz 3e ruimtevlucht        | Carl Walz 3e ruimtevlucht        | Carl Walz 3e ruimtevlucht     |                               |
| Missiespecialist 4 | John Blaha 5e ruimtevlucht       | Shannon Lucid 5e ruimtevlucht    | Shannon Lucid 5e ruimtevlucht | Shannon Lucid 5e ruimtevlucht |

## Media

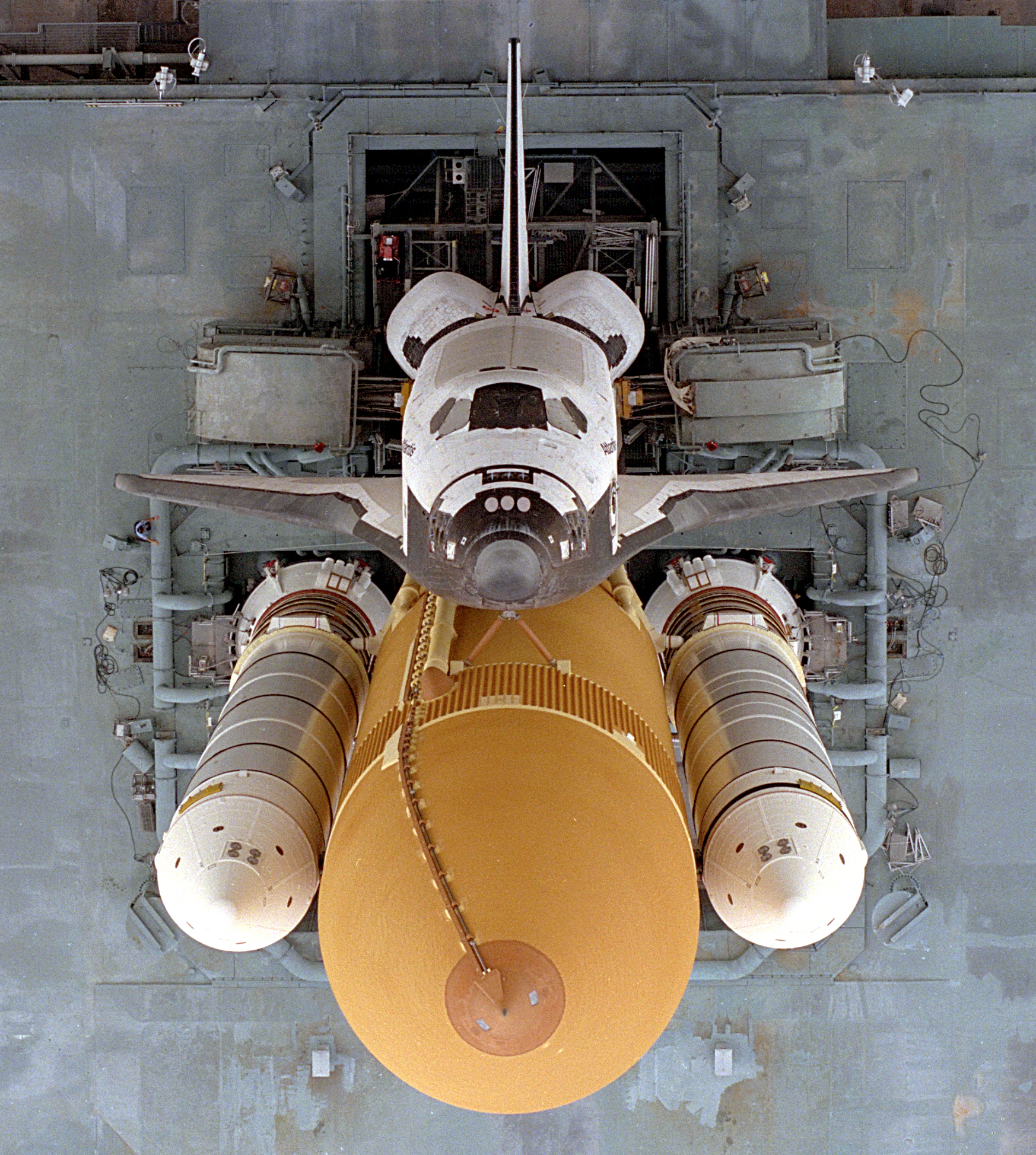
Atlantis vlak voor de lancering
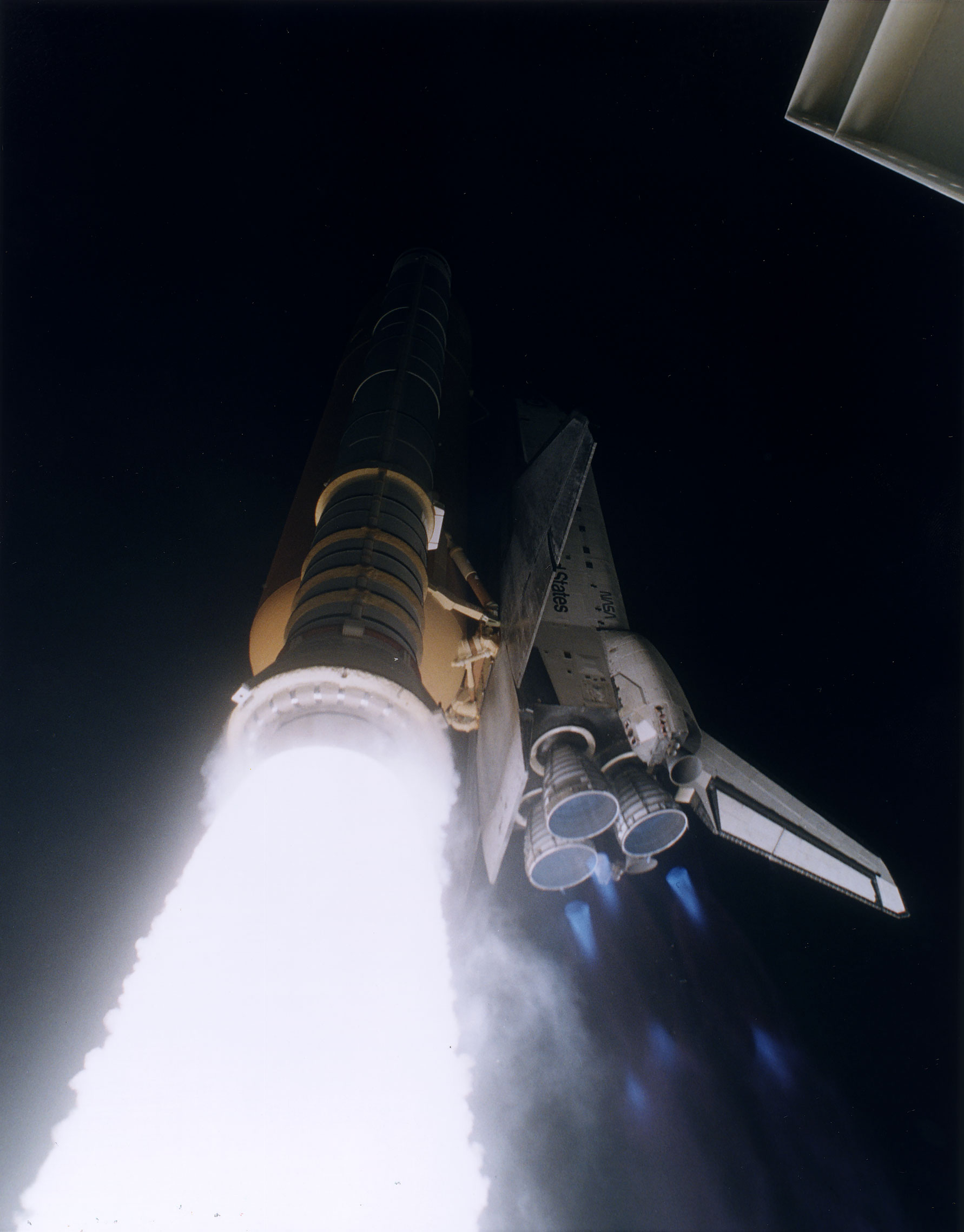
Lancering

STS-51-J · STS-61-B · STS-27 · STS-30 · STS-34 · STS-36 · STS-38 · STS-37 · STS-43 · STS-44 · STS-45 · STS-46 · STS-66 · STS-71 · STS-74 · STS-76 · STS-79 · STS-81 · STS-84 · STS-86 · STS-101 · STS-106 · STS-98 · STS-104 · STS-110 · STS-112 · STS-115 · STS-117 · STS-122 · STS-125 · STS-129 · STS-132 · STS-135